# Paralimosina latigena
Paralimosina latigena är en tvåvingeart som först beskrevs av Rohacek 1977.  Paralimosina latigena ingår i släktet Paralimosina och familjen hoppflugor. Inga underarter finns listade i Catalogue of Life.